# Satz von Mordell-Weil
Der Satz von Mordell-Weil ist ein mathematischer Satz aus dem Gebiet der algebraischen Geometrie. Er besagt, dass für eine abelsche Varietät {\displaystyle A} über einem Zahlkörper {\displaystyle K} die abelsche Gruppe {\displaystyle A(K)} der {\displaystyle K}-rationalen Punkte endlich erzeugt ist. 
Den Spezialfall, dass {\displaystyle A} eine elliptische Kurve {\displaystyle E(K)} und {\displaystyle K=\mathbb {Q} } der Körper der rationalen Zahlen ist, nennt man Satz von Mordell nach Louis Mordell, der ihn 1922 bewies. Henri Poincaré hatte 1901 die Frage gestellt, welche Werte der Rang von {\displaystyle E(\mathbb {Q} )} annehmen kann.
Die Verallgemeinerung wurde von André Weil in seiner 1928 veröffentlichten Doktorarbeit bewiesen.

## Aussage
Sei {\displaystyle K} ein Zahlkörper, also eine endliche Körpererweiterung von {\displaystyle \mathbb {Q} } und {\displaystyle A} eine abelsche Varietät, also eine algebraische Varietät, die zugleich die Struktur einer abelschen Gruppe trägt und einigen weiteren Zusatzeigenschaften. Ein Beispiel hierfür sind elliptische Kurven. Dann ist die Gruppe {\displaystyle A(K)} der Punkte von {\displaystyle A}, die über {\displaystyle K} definiert sind, endlich erzeugt.
Aus dem Satz folgt, dass die Mordell-Weil-Gruppe {\displaystyle A(K)=A_{tors}\oplus P_{1}\mathbb {Z} \oplus \cdot \cdot \cdot \oplus P_{r}\mathbb {Z} } ist, wobei die Torsionsgruppe {\displaystyle A_{tors}} eine endliche abelsche Gruppe (die Gruppe der Torsionspunkte) und r der Rang der Mordell-Weil-Gruppe (mit Erzeugenden {\displaystyle P_{1},\cdot \cdot \cdot ,P_{r}\in A(K)}) ist. Diese Struktur ergibt sich allgemein nach dem Hauptsatz über endlich erzeugte abelsche Gruppen.

## Beweisidee für elliptische Kurven
Um den Satz für elliptische Kurven zu zeigen, beweist man zunächst den sogenannten schwachen Satz von Mordell-Weil. Dieser besagt, dass für jede ganze Zahl {\displaystyle m\geq 2} die Gruppe {\displaystyle E(K)/mE(K)} endlich ist. Den Satz von Mordell-Weil erhält man hieraus mit Hilfe von Höhenfunktionen und einem Abstiegsargument.

## Weitergehende Fragen
- Nach dem Satz von Mordell-Weil hat die Gruppe der rationalen Punkte einer elliptischen Kurve endlichen Rang, die Vermutung von Birch und Swinnerton-Dyer gibt ein Verfahren an, wie man diesen bestimmen kann.
- Allgemeiner kann man auch nach der Anzahl der rationalen Punkte einer algebraischen Kurve fragen. Nach einer inzwischen bewiesenen Vermutung von Mordell ist diese endlich für Kurven mit Geschlecht 2 oder höher (das heißt für ihren Rang gilt {\displaystyle r=0}).